# Millie Hughes-Fulford
Pour les articles homonymes, voir Hughes et Fulford.
Millie Elizabeth Hughes-Fulford est une astronaute américaine née le 21 décembre 1945 et morte le 2 février 2021 à San Francisco.

## Biographie
Elle est née le 21 décembre 1945 à Mineral Wells dans le Texas. Elle termine son baccalauréat en 1962. Elle obtient un diplôme ès sciences en chimie et en biologie à l'université d'État Tarleton en 1968, et son doctorat en 1972.
En 1972, elle rejoint la faculté de Southwestern Medical School, de l'Université du Texas à Dallas en tant que chercheur, et travaille sur le métabolisme et le cholestérol. Elle a rédigé plus de 90 articles et résumés sur les os et la régulation de la croissance du cancer.
Elle a été sélectionnée comme spécialiste par la NASA en janvier 1983 et a volé en juin 1991 à bord de la mission STS-40 Spacelab Sciences de la Vie (SLS 1), la première mission Spacelab dédiée aux études biomédicales. La mission SLS-1 a volé plus de 5,1 millions de kilomètres durant 146 orbites et son équipage a réalisé plus de 18 expériences au cours d'une période de 9 jours. La durée de la mission était de 218 heures, 14 minutes et 20 secondes.

## Vols réalisés
Elle réalise un unique vol le 5 juin 1991, lors de la mission Columbia STS-40, en tant que spécialiste de charge utile.